# Roanoke River
Der Roanoke River ist ein 660 Kilometer langer Fluss in den Vereinigten Staaten, der im Süden des Bundesstaates Virginia und im Nordosten North Carolina verläuft. Als einer der großen Flüsse der südöstlichen Vereinigten Staaten durchquert er ein überwiegend ländliches Gebiet zwischen dem östlichen Rand der Appalachen, des Piedmont-Plateaus und der Küstenregion. Dort mündet er schließlich in den Albemarle Sound. Der Roanoke hat eine bedeutsame Geschichte, an seinen Ufern entstanden die ersten Siedlungen der Kolonie Virginia und der Provinz Carolina. Teile des oberen Flusslaufes in Virginia zwischen der Stadt Roanoke und Clarksville werden auch als Staunton River bezeichnet. Im mittleren Abschnitt wird der Fluss durch eine Reihe von Stauseen eingedämmt.

## Verlauf
Die Quellflüsse des Roanoke entspringen in den Blue Ridge Mountains und verbinden sich im südwestlichen Virginia im Montgomery County bei Lafayette. Der nördliche Quellfluss, etwa 50 Kilometer lang, fließt zunächst in südwestlicher Richtung und wendet sich dann nach Nordosten. Der etwa 30 Kilometer lange südliche Quellfluss fließt überwiegend in nördlicher Richtung und entsteht aus etlichen Bächen in den Bergen am Rande der Countys Floyd, Roanoke und Montgomery.
Der entstandene Fluss fließt etwa 15 Kilometer lang zwischen den Bergen durch das Roanoke-Tal nach Nordosten und erreicht dann Salem, anschließend in östlicher Richtung durch die Stadt Roanoke. Er verlässt die Blue Ridge Mountains durch einen Canyon südöstlich von Roanoke und bildet die Grenze zwischen den Countys Franklin und Bedford. Der Fluss fließt anschließend in Richtung Ost-Südost über das Piedmont-Plateau im südlichen Virginia, ehe er den Nordosten North Carolinas unweit Roanoke Rapids erreicht. Der Roanoke folgt einem Zickzackkurs über die Küstenebene, bevor er am westlichen Ende des Albemarle Sound in die Batchelor Bay mündet.
Der Roanoke wird im Piedmont des südwestlichen Virginia unterhalb von Roanoke zweimal in Folge gestaut, um die Stauseen Smith Mountain Lake und Leesville Lake zu bilden. Weiter flussabwärts im Süden des Mecklenburg County wird der Fluss zum John H. Kerr Reservoir aufgestaut. Im Nordosten North Carolinas, fünf Kilometer westlich von Roanoke Rapids befindet sich das Lake Gaston Reservoir, der sich bis zum John H. Kerr Damm erstreckt.

## Geschichte
Die Umgebung des Roanoke River war die Heimat zahlreicher indianischer Stämme, beispielsweise der Occaneechee. Aufgrund der heftigen Springfluten gaben sie dem Fluss auch den Namen „Fluss des Todes“. Das Ufer des unteren Flussabschnitts, die Albemarle Settlements, wurde Mitte des 17. Jahrhunderts von virginischen Siedlern bewohnt, die oberen Abschnitte wurden von Pelzhändlern im späten 17. Jahrhundert erforscht.
Der Name Roanoke stammt vermutlich aus der Algonkin-Sprache und bedeutet „Muschelgeld“ Im Jahre 1883 wurde die Ortschaft Big Lick als Handelsstandort und Endpunkt der neuen Norfolk and Western Railway ausgewählt, die dort auf die Shenandoah Valley Railroad treffen sollte. Der Ort wurde zu Roanoke umbenannt, nach dem Fluss, der die Stadt in zwei Stadtteile trennte, ebenso wie das die Stadt umgebende County im Jahre 1838 nach dem Fluss benannt wurde.